# Шахбушки рејон
Шахбушки рејон (азер. Şahbuz rayonu), једна је од 78 административно-територијалних јединица Азербејџана и једна од 8 територијалних јединица Нахичеванске АР. Административни центар рејона се налази у граду Шахбуз. 
Шахбушки рејон обухвата површину од 815 km² и има 21.079 становника (подаци из 2005). 
Административно, рејон се даље дели у 25 мањих општина.